# Джон Адамс Вікем
Джон Адамс Вікем (англ. John Adams Wickham, Jr.; 25 червня 1928, Доббс-Феррі — 11 травня 2024, Оро-Вейлі) — американський воєначальник, генерал армії США (1982), 30-й начальник штабу армії США (1983—1987) та 18-й заступник начальника штабу Армії США (1982—1983). Учасник війни у В'єтнамі.

## Біографія
Джон Адамс Вікем народився 25 червня 1928 року в Доббс-Феррі, штат Нью-Йорк. 1950 року закінчив Військову академію США, після закінчення якої отримав звання другого лейтенанта і був направлений для подальшого проходження служби до 18-го піхотного полку, а потім до 6-го піхотного полку, що дислокувався в Західному Берліні. Командував взводом та ротою у 511-му парашутно-десантному полку, проходив службу ад'ютантом командира 37-ї піхотної дивізії та 10-ї гірської дивізії. Отримав ступінь магістра економіки та державного управління в Гарвардському університеті та закінчив Національний воєнний коледж США і Штабний коледж збройних сил.
Потім Вікем служив офіцером в оперативному відділі 1-ї бойової групи 5-го кавалерійського полку в Південній Кореї та був офіцером начальника штабу армії генерала Гарольда Джонсона. Пізніше він командував 5-м батальйоном 7-го кавалерійського полку 1-ї кавалерійської дивізії в Південному В'єтнамі, де був важко поранений саморобним вибуховим пристроєм і 15 разів у нього влучили з АК-47. Більше роки провів у лікарні, відновлюючись. Пізніше Вікем командував 1-ю бригадою 3-ї піхотної дивізії в Західній Німеччині.
Вікем повернувся до Південного В'єтнаму на посаду заступника начальника штабу Командування військової допомоги В'єтнаму. Потім він командував 101-ю повітрянодесантною дивізією, був директором Об'єднаного штабу Об'єднаного комітету начальників штабів, а згодом, отримавши звання чотиризіркового генерала, став командувачем Командування ООН і Командувачем збройних сил США в Кореї та 8-ї армії в Південній Кореї.
У 1979 році Вікем відіграв провідну роль у заспокоєнні політичної напруги після вбивства президента Південної Кореї Пак Чон Хі; згодом він написав книгу «Корея на межі» про цей небезпечний період. Він також був старшим військовим помічником міністрів оборони Джеймса Р. Шлезінгера та Дональда Рамсфельда. У 1983 році президент Рональд Рейган призначив Вікема начальником штабу американської армії.
У 1987 році після 37 років служби генерал Джон Адамс Вікем пішов у відставку з армії США. Видання Army Times назвало його одним із десяти армійських лідерів, які найбільше змінили армію США.